# Slalomeuropamästerskapen i kanotsport 1998
Slalomeuropamästerskapen i kanotsport 1998 anordnades den 20-23 augusti i Roudnice nad Labem, Tjeckien. 

## Medaljsummering

### Medaljtabell
| Pl.    | Nation         | Guld | Silver | Brons | Totalt |
| ------ | -------------- | ---- | ------ | ----- | ------ |
| 1      | Tjeckien       | 3    | 3      | 1     | 7      |
| 2      | Slovakien      | 3    | 2      | 1     | 6      |
| 3      | Tyskland       | 1    | 2      | 1     | 4      |
| 4      | Storbritannien | 1    | 1      | 2     | 4      |
| 5      | Slovenien      | 0    | 0      | 1     | 1      |
| 5      | Frankrike      | 0    | 0      | 1     | 1      |
| 5      | Schweiz        | 0    | 0      | 1     | 1      |
| Totalt | Totalt         | 8    | 8      | 8     | 24     |

### Herrar
| Gren    | Guld | Poäng  | Silver                                                                                                  | Poäng  | Brons | Poäng  |
| C-1     | David Jančar (CZE)                                                                                       | 194,91 | Michal Martikán (SVK)                                                                                   | 195,87 | Lukáš Pollert (CZE)                                                                                               | 196,64 |
| C-1 lag | Slovakien Michal Martikán Juraj Ontko Juraj Minčík                                                       | 116,43 | Tyskland Stefan Pfannmöller Nico Bettge Martin Lang                                                     | 118,93 | Storbritannien Stuart McIntosh Mark Delaney Robert Turner                                                         | 119,45 |
| C-2     | Slovakien Pavol Hochschorner Peter Hochschorner                                                          | 211,60 | Tjeckien Jaroslav Volf Ondřej Štěpánek                                                                  | 211,66 | Slovakien Milan Kubáň Marián Olejník                                                                              | 213,99 |
| C-2 lag | Tjeckien Petr Štercl & Pavel Štercl Jaroslav Pospíšil & Jaroslav Pollert Jaroslav Volf & Ondřej Štěpánek | 128,35 | Slovakien Milan Kubáň & Marián Olejník Roman Štrba & Roman Vajs Pavol Hochschorner & Peter Hochschorner | 129,06 | Frankrike Eric Biau & Bertrand Daille Philippe Quemerais & Yann Le Pennec Alexandre Lauvergne & Nathanael Fouquet | 132,87 |
| K-1     | Paul Ratcliffe (GBR)                                                                                     | 180,86 | Thomas Becker (GER)                                                                                     | 184,02 | Andrew Raspin (GBR)                                                                                               | 188,20 |
| K-1 lag | Tyskland Thomas Becker Ralf Schaberg Thomas Schmidt                                                      | 110,84 | Tjeckien Ondřej Raab Jiří Prskavec Vojtěch Bareš                                                        | 111,15 | Slovenien Andraž Vehovar Fedja Marušič Uroš Kodelja                                                               | 111,87 |

### Damer
| Gren    | Guld                                                          | Poäng  | Silver                                                      | Poäng  | Brons                                              | Poäng  |
| K-1     | Elena Kaliská (SVK)                                           | 204,12 | Štěpánka Hilgertová (CZE)                                   | 205,85 | Sandra Friedli (SUI)                               | 215,40 |
| K-1 lag | Tjeckien Štěpánka Hilgertová Irena Pavelková Marcela Sadilová | 131,53 | Storbritannien Rachel Crosbee Laura Blakeman Heather Corrie | 137,06 | Tyskland Kordula Striepecke Evi Huss Mandy Planert | 137,86 |